# Miranda NG

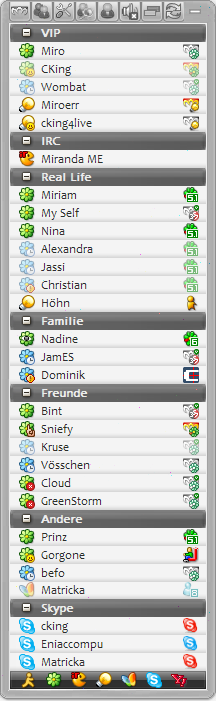
Kontaktlista i Miranda NG med insticksprogram.

Miranda NG är ett direktmeddelandeprogram (NG – Next Generation) som kan koppla upp sig mot flera protokoll genom olika insticksprogram. Protokoll som programmet stödjer:
- ICQ
- AIM
- MSN / .NET
- IRC
- Yahoo!
- Jabber
- Gadu-Gadu
- QQ
- Tlen
- BNet
- NetSend

Miranda IM finns endast för Microsoft Windows och började som en enkel ICQ-klon. Programmet är byggt på öppen källkod och släpptes första gången 2000 och har sedan dess utvecklats från att endast internt hantera ICQ-protokollet. Istället har man koncentrerat sig på att låta programmet i sig utgöra ett ramverk utan egen egentlig funktionalitet. Man har haft målsättningen att göra applikationen så liten, snabb, flexibel och resurssnål som möjligt. Användaren kan själv välja den önskade funktionaliteten genom att ladda hem och installera de små insticksprogram som erbjuds både av Miranda-utvecklarna samt från en uppsjö tredjepartsutvecklare. Det finns i dagsläget över 200 insticksprogram att ladda ner som erbjuder funktionalitet som spamfilter, meddelanden om ny e-post med mera.